# SN 2001S
SN 2001S – supernowa typu II odkryta 6 lutego 2001 roku w galaktyce UGC 5491. W momencie odkrycia miała maksymalną jasność 17,80m.